# Petrus Márta
Petrus Márta (Orosháza, 1984. december 10. –) író, coach, marketingszakember, az egyedülálló szülők pártfogója. Eredeti végzettsége: tanár

## Élete
Szülővárosában nevelkedett, egyetemista éveit Szegeden töltötte. Itt ismerkedett meg férjével, akivel Pest megyébe, Szigetszentmiklósra költöztek. Első férjétől született gyermekeik Bence és Anna. 2014-ben elvált, majd 2017-ben újraházasodott és Érdre költözött, ebben az évben születtek ikrei: Ádám és Áron. Férjének előző házasságából két fia van, így nem ritkák a 6-gyermekes napok Márta életében.

## Munkássága
Már első gyermeke mellett felépített egy online vállalkozást, teljesen az alapokról kezdve. Így tanulta meg az online marketing teljes tárházát. Miközben kereskedelmi cégét építette, egyre több cikk jelent meg tőle.
Később, mikor már egyedülálló anyává vált, sikeresen felépített kereskedelmi áruházát eladta, és online marketinggel kezdett foglalkozni.
Válásáról őszintén nyilatkozott számos fórumon, ezért felkérték, hogy írjon a hasonló helyzetben lévő nők számára, ezzel példát mutatva, hogy igenis létezik élet válás után. Elindította a magabiztosno.cafeblog.hu c. blogját, ami hamarosan a HVG versenyén is az első tízbe került, és az elvált szülőknek segít. Ugyancsak ő indította el a PasiÁrverést, mely szintén nagy port kavart.
Az elváltak pártfogójaként számos helyre hívják előadást tartani, illetve szakértőként közreműködik több lapnál is.
Új házassága után figyelme újra a gyermeknevelés a, a családok harmonikus élete felé fordult, így következő könyvei a gyermeknevelésről: Játszani jó! az elfoglalt szülők játéktára és a jó házasság eléréséről: Házassági mentőöve szólnak

## Jótékonysági mozgalma
Egy igen egyedülálló jótékonysági mozgalmat szervez, mely a Jézuska Járat névre hallgat, és a hátrányos helyzetű gyermekek álmait valósítja meg egy különleges rendszerre építve.

## Megjelent könyvei
- 2016. Talpra állás művészete
- 2017. Játszani Jó! az elfoglalt szülők játéktára
- 2018. Házassági mentőövek

## Előadás sorozatai
- 2017 – Teljes életművészete családban is. Roadshow.
- 2018 – Játszani Jó! interaktív előadások.

## Külső hivatkozások
- https://petrusmarta.hu/
- https://magabiztosno.cafeblog.hu/